# Дело Профьюмо
Дело Профьюмо (англ. Profumo affair) — политический скандал в Великобритании начала 1960-х годов, спровоцированный ложными публичными отрицаниями Джоном Профьюмо своей кратковременной сексуальной связи с 19-летней танцовщицей и моделью Кристин Килер. Являясь действующим военным министром в правительстве Гарольда Макмиллана и находясь с 1954 года в браке с актрисой Валери Хобсон, 21 мая 1963 года в Палате общин Великобритании он сделал персональное заявление об отсутствии у него внебрачной связи. Спустя несколько недель под напором предъявленных доказательств он был вынужден признать обвинения. Ситуация многократно ухудшилась после обнародования сведений о том, что Кристин Килер в этот же период времени имела интимные отношения с Евгением Ивановым — помощником военно-морского атташе посольства СССР в Великобритании, которому, по мнению прессы, она могла передавать информацию от Джона Профьюмо. Оба мужчины познакомились с Килер благодаря Стивену Уорду, модному врачу-остеопату, художнику, которому был открыт доступ в самые высокие круги британского истеблишмента. Его подлинные цели и интересы в этих событиях до настоящего времени остаются неизвестными.
Последствия скандала серьёзно повредили репутации всего кабинета министров Гарольда Макмиллана, что явилось одной из причин его отставки в октябре 1963 года. Кроме того, Консервативная партия, в которую входили эти политики, не смогла победить лейбористов на парламентских выборах 1964 года. Джон Профьюмо сумел сохранить брак, продолжительное время занимался благотворительностью и в последние годы жизни был с почётом возвращён в высшее общество. Капитан I ранга ВМФ СССР Евгений Иванов был экстренно отозван на родину, где следующие 18 лет служил начальником управления анализа ГРУ. Его жена потребовала развод. Позже Иванов окончил Академию Генерального штаба, в послеперестроечные времена написал книгу воспоминаний, дополненную, отредактированную и изданную под названием «Голый шпион» спустя 15 лет после смерти Иванова. Кристин Килер также неоднократно публиковала мемуары. Стивен Уорд в 1963 году был обвинён в уголовном преступлении — сводничестве. Покончил жизнь самоубийством в день оглашения приговора, приняв чрезмерную дозу снотворного.

## Предпосылки информационного скандала
В начале 1960-х годов в британских средствах массовой информации регулярно освещались те или иные истории, связанные с разведывательной активностью в пользу СССР. Например, разоблачение Шпионского кольца под руководством Конона Молодого в Портленде и арест Джорджа Блейка в 1961 году. В следующем году — дело чиновника из Британского Адмиралтейства Джона Вассала, которого советские агенты принуждали к шпионажу, шантажируя разоблачением его гомосексуальных наклонностей. В октябре 1962 года Вассал был заключён в тюрьму на 18 лет. Военно-морское ведомство Великобритании до настоящего времени не опубликовало данные о нанесённом им уроне. Этот скандал ещё за год до дела Профьюмо пошатнул позиции правительства Гарольда Макмиллана. Таким образом, учитывая и многолетний неослабевающий интерес к Кембриджской пятёрке, последствия скандального романа военного министра исследовались СМИ с особым вниманием и на подготовленной информационной почве.

## Основные участники событий

### Джон Профьюмо
Джон Профьюмо родился в 1915 году в семье адвоката, потомка знатного и богатого дворянского рода с итальянскими корнями (он носил титул барона, но никогда его не использовал). Впервые он вошёл в Палату общин Великобритании в 1940 году в качестве представителя Консервативной партии, став в свои 25 лет самым молодым её членом. Совмещал политическую карьеру с военной службой. На парламентских выборах 1945 года его постигла неудача, но в 1950 году он вновь был избран в палату общин. С 1951 года он служил на различных министерских должностях в правительстве Консерваторов. В 1960 году премьер Макмиллан выдвинул его на пост военного министра. Его пребывание в этой должности пришлось на время перехода вооруженных сил Великобритании от всеобщего призыва к формированию полностью профессиональной армии. Ещё в 1954 году Джон Профьюмо вступил в брак с Валери Хобсон, одной из ведущих на тот момент британских киноактрис.

### Стивен Уорд
Стивен Уорд родился в 1912 году в семье провинциального священнослужителя. После окончания школы сменил много профессий, работал продавцом ковров в Лондоне, переводчиком в Гамбурге, гидом в Париже. В 1932 году поддался уговорам матери и отправился в частный университет в США, где за четыре года получил профессию врача-остеопата. Однако у него на родине американская квалификация не была подтверждена, тем более, что остеопатия, как научная дисциплина, ещё не была признана в Великобритании. Уорд занимался практикой хотя и успешно, но полузаконно, даже в расположении Королевского танкового полка, куда он был призван во время войны. В 1944 он был откомандирован для службы в Индии, где, по его словам, лечил Махатму Ганди. После войны Уорд уже официально открыл собственную остеопатическую клинику, его пациентами были дипломат Аверелл Гарриман, отошедший от публичной политики Уинстон Черчилль и даже Принц Греческий и Датский — впоследствии Филипп, герцог Эдинбургский, супруг Елизаветы II. Особо дружеские отношения у Уорда сложились с лордом Астором, которого Стивен ввёл в мир ночных клубов и вечеринок. С 1956 года лорд Астор за символическую плату предоставлял Уорду гостевой дом, так называемый «Коттедж у ручья» (Spring Cottage), названный так из-за горных ключей, бьющих на склонах, в своём родовом поместье Кливден в Бакингемшире. Друзья модного доктора регулярно приезжали к нему на выходные, а время от времени к компании присоединялся и лорд Астор.

### Кристин Килер, Мэнди Райс-Дэвис
Кристин Килер родилась в 1942 году, в 15 лет окончила школу и, не получив какого-либо профессионального образования, эпизодически работала в магазинах, клубах, кафе. Уже в эти годы она имела сексуальные связи как минимум с двумя разными партнёрами, пережила беременность и гибель новорождённого ребёнка. Она хотела быть моделью, в 16 лет её фотография была опубликована в журнале «Тит-Битс». В августе 1959 года она нашла работу танцовщицы, выступающей топлес в клубе-кабаре Мюррея на Бик-стрит в Сохо. Это заведение посещала солидная публика, которая, по словам Килер, «могла смотреть, но не могла трогать». Вскоре после начала работы девушка была представлена Уорду. Поддавшись его обаянию, она согласилась переехать в дом Стивена, но отношения между ними, по её же свидетельству, были платоническими, как «у брата и сестры». Кристин покинула дом Уорда через несколько месяцев, став любовницей торговца недвижимостью Питера Рахмана. Она сняла квартиру совместно с другой танцовщицей из клуба — Мэнди (урождённая Мэрилин) Райс-Дэвис, которая была на три года её младше. В 1960 году этой девушке было всего 16 лет, но выглядела она взрослее. Как позже вспоминали обе участницы скандала, при знакомстве с первого взгляда они испытали взаимную неприязнь, но оказалось, что девушки прекрасно дополняют друг друга в мужской компании: Мэнди, блондинка, была умна и проницательна, Крис, брюнетка, — простовата и безалаберна. Безусловно, Кристин и Мэнди являлись частыми гостьями в коттедже лорда Астора, арендуемом Уордом.

### Евгений Иванов
Евгений Михайлович Иванов родился в 1926 году в Пскове. Отец — командир Красной армии, мать — дворянка из рода Голенищевых-Кутузовых. Учился в Тихоокеанском высшем военно-морском училище, позже — в Военно-политической академии. В 1953 году направлен заместителем военно-морского атташе в Норвегию, а в 1960 году помощником военно-морского атташе в Великобританию. Политические и представительские функции совмещал с разведывательной деятельностью, являясь полковником ГРУ СССР. Британская разведка MI5 знала об этом от своего агента Олега Пеньковского, но не требовала высылки Иванова в надежде его возможной перевербовки через Стивена Уорда: молодой дипломат вёл в Лондоне подчёркнуто буржуазный образ жизни.

## Начало событий
В выходные дни 8 и 9 июля 1961 года Килер была среди гостей Уорда в «Коттедже у ручья». В тот же уик-энд в главном дворце поместья Кливден Джон и Валери Профьюмо находились среди прочих приглашённых на торжественный ужин, который лорд Астор давал в честь Аюба Хана, президента Пакистана. Вечером субботы гости Астора и Уорда объединились для коктейля у открытого бассейна. Килер, которая, по её словам, забыла купальник, плавала обнажённой. Эти события она вспоминает так:

 В тот жаркий летний вечер в поместье веселились около 40 гостей, включая президента Пакистана Айюба Хана, группу депутатов от консервативной партии и Джона Профьюмо. Лорд Астор разрешил нам плескаться в его мраморном бассейне. Я забыла дома купальник, но не беда — взяла полотенце. Оно было маленькое, и я могла прикрывать им либо грудь, либо бедра. Вскоре возле бассейна оказались лорд Астор и Джон Профьюмо. Они выпили и, смеясь, стали стаскивать с меня полотенце. Я тоже пила шампанское и, хихикая, забавлялась этой игрой. Иногда сама сбрасывала полотенце, иногда чуть-чуть прикрывалась им. Так продолжалось до тех пор, пока к бассейну не подошли их жены. Как же отличались их туалеты — длинные вечерние платья — от моего! Нашу игру, увы, пришлось закончить. Но где-то через полчаса Джон Профьюмо предложил показать мне дворец. Войдя в первую же комнату, он стал гладить меня ниже спины.
Профьюмо, со своей стороны, долгое время никак не комментировал события этого вечера. Однако, спустя много лет, он признался сыну, что «Кристин была очень красивой и милой девушкой» . Общение гостей продолжилось следующим днём, когда вся компания вновь собралась у бассейна. К ней присоединился Евгений Иванов, которого, согласно его воспоминаниям, экстренно вызвал по телефону Стивен Уорд. Тот сообщил офицеру о произошедшем накануне знакомстве и возможных перспективах развития ситуации. Иванов добрался в Кливден уже к ланчу. Молодой, эффектный, образованный офицер, помощник военно-морского атташе СССР в Великобритании часто выполнял представительские функции на различных светских мероприятиях, и его появление не выглядело необычным. Однако днём купание продолжалось вполне благопристойно, «все были в купальных костюмах, и ничего неприличного не происходило». Тем не менее, Уорд настоял, чтобы Евгений отвёз Кристин в Лондон. Он мотивировал это тем, что Джек, как близкие называли Джона Профьюмо, совсем потерял голову. При прощании министр обещал разыскать девушку в ближайшее время. Достоверность факта интимной близости между Ивановым и Килер по приезде в Лондон различные источники оценивают по-разному. Сама Кристин впервые упомянула об этом только спустя 18 месяцев после начала скандала. Советский же офицер косвенно признал эту связь много позже в своих мемуарах, но назвал её несущественной в дальнейшем развитии событий.

## Суд
В суде Килер показала, что аренду квартиры, которую она снимала, оплачивал Уорд банковскими чеками лорда Астора. От мистера Профьюмо она принимала деньги лишь однажды, небольшой суммой, чтобы выслать матери. Она также получала деньги от некого Эйлана, несколько сотен, и отдала часть из них Уорду в виде своей доли квартирной платы.

## Отражение произошедших событий в искусстве
Дело Профьюмо нашло отражение в нескольких художественных произведениях. В 1989 году вышел фильм «Скандал» режиссёра Майкла Кейтон-Джонса, в котором Иен Маккеллен сыграл роль Профьюмо, а Джон Хёрт — Уорда. Фильм был хорошо принят критиками, однако родственниками бывшего военного министра — плохо. Второй сезон сериала «Корона», вышедший 8 декабря 2017 года, также описывает скандал и его последствия, роль Стивена Уорда исполнил Ричард Линтернт.
. В 2019 году вышел сериал «Дело Кристен Килер». В 1985 «Защита империи» с Гэбриэлом Бирном: создатели явно вдохновлялись этим делом, исходя из начала фильма: только вместо консерватора сделали лейбориста, а вместо русского агента КГБ сделали немца, тоже из КГБ. Но в отличие от других фильмов это событие концентрируется на журналисте, а секс-скандал скрывает гораздо больший заговор.

## Комментарии
1. ↑  Следует понимать, что военный министр (Secretary of State for War или War Secretary) — не высший воинский пост в Великобритании. Он не входит в Кабинет министров, руководит лишь сухопутными войсками и находится в подчинении Министра обороны (Secretary of State for Defence или Defence Secretary). В 1964 году этот пост был упразднён с передачей полномочий Министру обороны.
2. ↑  Персональное заявление (англ. personal statement) — форма публичного выступления члена Британского парламента, в котором он может признать совершённую ошибку, подтвердить или опровергнуть ту или иную информацию личного характера, признаться в совершённом правонарушении.